# Star Trek: Seria animowana
Star Trek: Seria animowana (ang. Star Trek: The Animated Series, w skrócie TAS) – amerykański serial animowany, będący kontynuacją serialu Star Trek: Seria oryginalna. Wyprodukowano 22 odcinki podzielone na dwa sezony. Premierowa emisja miała miejsce od 8 września 1973 roku do 12 października 1974 roku na antenie sieci NBC.

## Historia
Po zakończeniu emisji pierwszego serialu Star Trek, serial zdobył nagle wielką popularność, powtórki miały bardzo wysoką oglądalność. Wkrótce fani postanowili namówić Paramount Pictures – producenta serialu na produkcje jego kontynuacji w efekcie dało to serial animowany.
Serial nie cieszył się jednak powodzeniem, najprawdopodobniej dlatego, że NBC, postanowiła nadawać go w weekendy w porze kreskówek dla dzieci. Przez wiele lat trwały spory, na ile ukazane w Serii animowanej wydarzenia można zaliczać do kanonu fabularnego uniwersum Star Trek. Obecnie zdecydowanie dominuje jednak pogląd, iż są one kanoniczne.

## Fabuła
Serial ukazuje czwarty i piąty rok pięcioletniej misji USS Enterprise, której pierwsze trzy lata zostały zaprezentowane w Serii oryginalnej. Kilka odcinków stanowi bezpośrednie sequele epizodów wcześniejszego serialu. Zasadnicza koncepcja fabularna nie uległa poważniejszym zmianom. Zmiana formy na animowaną pozwoliła scenarzystom na znacznie odważniejsze tworzenie opowieści, które ze względu na koszty scenografii czy efektów specjalnych bardzo trudno byłoby zrealizować w serialu aktorskim.
Z podobnych powodów możliwe było dodanie do grona stałych bohaterów dwójki kosmitów, służących w Gwiezdnej Flocie - porucznika Arexa, Edozjanina (jest to rasa mająca po trzy górne i dolne kończyny, z gadzim wyglądem głowy) oraz porucznik M'Ress, pochodzącej z kotowanej rasy Kaitan. W serialu nie występuje natomiast postać chorążego Chekova, choć grający go w Serii oryginalnej i w późniejszych filmach kinowych Walter Koenig wziął udział w produkcji Serii animowanej jako scenarzysta jednego z odcinków.

## Dubbing
- William Shatner – James T. Kirk
- Leonard Nimoy – Spock
- DeForest Kelley – Leonard McCoy
- James Doohan – Montgomery Scott, Arex oraz liczne postacie epizodyczne
- George Takei – Hikaru Sulu
- Nichelle Nichols – Uhura oraz liczne postacie epizodyczne
- Majel Barrett - siostra Chapel, M'Ress oraz liczne postacie epizodyczne